# Agoraea strigata
Agoraea strigata är en fjärilsart som beskrevs av Gottfried Christian Reich 1936. Agoraea strigata ingår i släktet Agoraea och familjen björnspinnare. Inga underarter finns listade i Catalogue of Life.